# Юхо Толппола
Юхо Толппола (фін. Juho Tolppola; 5 жовтня 1981, Вантаа) — фінський професійний боксер, призер чемпіонату Європи серед аматорів.

## Аматорська кар'єра
На чемпіонаті Європи 2000 Юхо Толппола отримав бронзову медаль.
- В 1/8 фіналу переміг Жерома Тома (Франція) — 14-10
- У чвертьфіналі переміг Вардана Закаряна (Німеччина) — 9-7
- У півфіналі програв Богдану Добреску (Пумунія) — 3-5

## Професіональна кар'єра
2001 року Юхо Толппола перейшов до професійного боксу. Здобувши десять перемог, 26 листопада 2004 року вперше вийшов на ринг за межами Фінляндії і в бою за вакантний титул інтернаціонального чемпіона за версією IBF у напівсередній вазі програв італійцю Мішелю Орландо.
У 2007—2009 роках двічі виходив на бій за титул чемпіона Європейського Союзу за версією EBU у першій напівсередній вазі і двічі за титул чемпіона Європи за версією EBU у першій напівсередній вазі, але кожного разу зазнавав поразки.